# Łódź getto

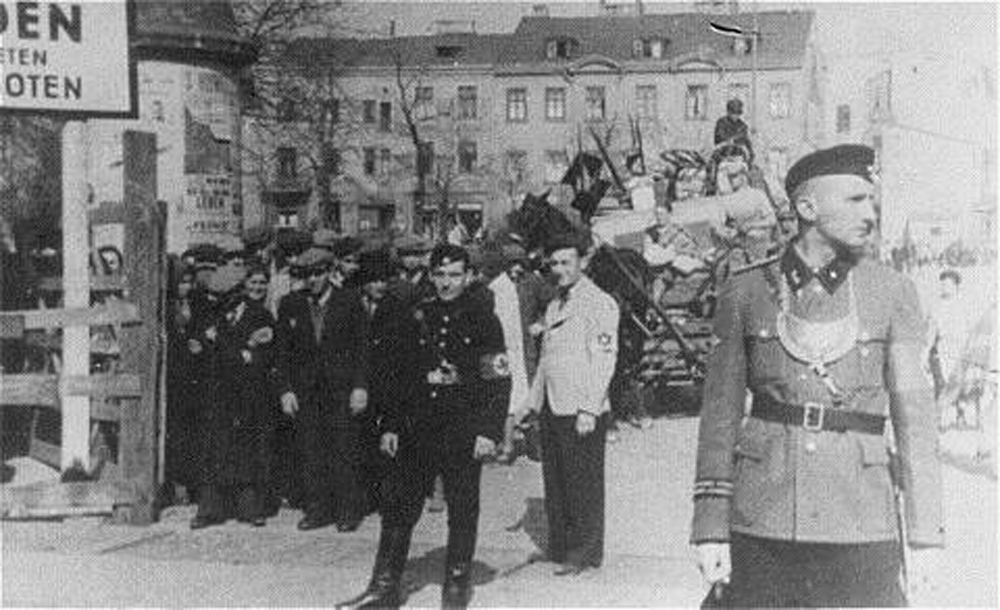
Ingång till gettot med tyska och judiska poliser.

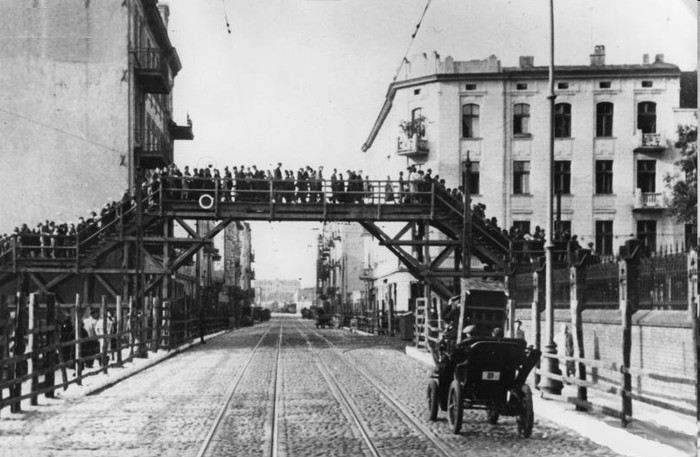
Gångbro mellan två av gettots delar.

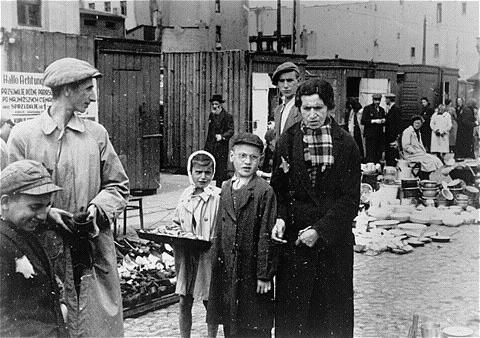
Gatumarknad i gettot

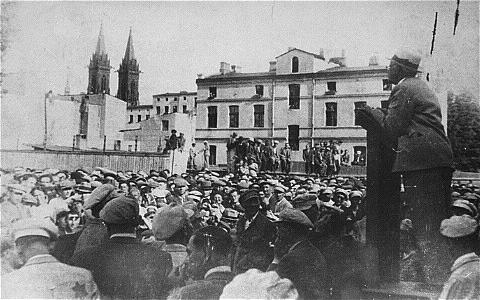
Mordechai Chaim Rumkowski talar till gettoinvånarna.

Łódź getto, eller Der jüdische Wohnbezirk in Litzmannstadt, var ett judiskt getto i den polska staden Łódź och det näst största gettot i det av Nazityskland ockuperade Polen. Gettot fungerade liksom andra getton som mellanstation för den judiska befolkningen före deportation till koncentrationsläger. Łódź getto utvecklades praktiskt taget till ett arbetsläger som försörjde Nazityskland och Wehrmacht med arbetskraft. Gettot stängdes i augusti 1944 och gettots invånare deporterades till bland annat Auschwitz. På grund av tillgången på arbetskraft och fabriker var Łódź getto det sista gettot som avvecklades i Polen.

## Historik
I februari 1940, fem månader efter andra världskrigets början, deklarerade den tyska ockupationsmakten några kvarter i staden som getto. Omkring 160 000 judar, en tredjedel av stadens befolkning, tvingades in i ett begränsat område. Alla icke-judiska invånare i kvarteren hade till 30 april på sig att lämna området och samtidigt tvingades 100 000 judar in i gettot tillsammans med de 60 000 som redan bodde där. Gettot, som till följd av två genomkorsande gator för arisk/polsk trafik var delat i tre delar, omgavs av taggtrådsstängsel och murar. De tre gettodelarna sammanlänkades med gångbroar. Det var belagt med dödsstraff att som jude lämna gettot utan tillstånd.
Łódź (som av nazisterna döptes om till Litzmannstadt efter den tyske general Karl Litzmann) var före kriget ett stort industriellt centrum och blev under nazisterna en viktig produktionsenhet för framställning av material till Wehrmacht. Så snart gettot inrättats etablerades tyska fabriker där gettoinvånarna mer eller mindre utnyttjades som slavarbetare. År 1942 fanns så många som hundra fabriker av olika storlek i gettot. De största fabrikerna tillverkade uniformer till den tyska armén.
Förhållandena i gettot var fruktansvärda; stora delar hade varken rinnande vatten eller avlopp. Hårt arbete, trångboddhet och undernäring präglade gettolivet. Mer än 20 procent av gettoinvånarna dog på grund av de dåliga levnadsförhållandena.
Juderådets (tyska Judenrat) ordförande Mordechai Chaim Rumkowski styrde gettot diktatoriskt. Han är på grund av detta och på grund av sitt sätt att underhandla om deportationerna en mycket omdiskuterad och kontroversiell person. Rumkowski satsade på att göra gettot till en effektiv och för nazisterna oumbärlig produktionsenhet. Om alla arbetsföra i getto sattes i arbete och fabrikerna drevs till maximal kapacitet, trodde Rumkowski att Łódź getto och dess invånare skulle skonas. Han hade bara delvis rätt: tack vare gettots fabriker blev det det sista judiska getto som nazisterna likviderade. 
I hopp om att rädda några offrade Rumkowski många i sina tvivelaktiga överenskommelser med tyskarna. En omtalad händelse är när nazisterna i september 1942 beordrade en deportation av 20 000 personer. De icke arbetsföra valdes ut — barn under tio år och äldre över 65. Liksom tidigare valde Rumkowski att själv organisera aktionen istället för att låta tyskarna göra det. I ett tal till gettoinvånarna sade han bland annat: "Jag måste glömma barmhärtighet för att undvika att äventyra hela gettot. Gettot är som ett överbelastad fartyg i ett stormigt hav. För att rädda fartyget, måste man kasta något av överviktsbagaget överbord."
I augusti 1944 deporterades de sista gettoinvånarna till Auschwitz, bland dem Mordechai Chaim Rumkowski.